# Golden Gate
Pour les articles homonymes, voir Golden Gate (homonymie).
Le Golden Gate (en français : « la Porte dorée ») est un détroit situé aux États-Unis, à l'Ouest de la Californie, qui relie la baie de San Francisco à l'océan Pacifique. Le pont du Golden Gate enjambe l'embouchure de la baie et fait le lien entre les parties nord et sud de celle-ci depuis la fin des années 1930.
Le détroit a été creusé par la combinaison de la force des flots de l'océan et de celle des rivières Sacramento et San Joaquin.

## Histoire
Avant l'arrivée des Européens au XVIIIe siècle, la zone autour de la baie et du détroit était occupée par les Amérindiens Ohlone. Il semble que les premiers explorateurs européens à avoir sillonné la région n'ont pas spécifiquement mentionné l'existence du détroit, soit à cause du brouillard (fog) persistant qui recouvre la baie de San Francisco durant les mois d'été, soit à cause de la distance qu'ils ont souhaité garder pour éviter les îles rocheuses de la baie. Ainsi, ni Juan Rodriguez Cabrillo, ni Francis Drake, qui ont pourtant voyagé dans cette région au XVIe siècle à la recherche d'un passage au nord-ouest, ne l'ont consigné.
La première observation avérée est celle de Jose Ortega, près de deux siècles plus tard, en 1769, alors qu'il était en reconnaissance le long des côtes de l'actuelle San Francisco.
Jusque dans les années 1840, le détroit était appelé « Boca del Puerto de San Francisco » (« entrée du port de San Francisco »). Le nom de « Golden Gate » (« Portail d'or ») fut donné en 1848 par John Charles Frémont en référence à la Corne d'Or de Constantinople, comme il le notera dans ses mémoires.

## Description
En été, la chaleur de la vallée centrale de Californie rencontre la masse d'air frais et humide de l'océan Pacifique, créant des vents forts et un épais brouillard recouvrant le Golden Gate mais aussi la baie de San Francisco dans son ensemble.

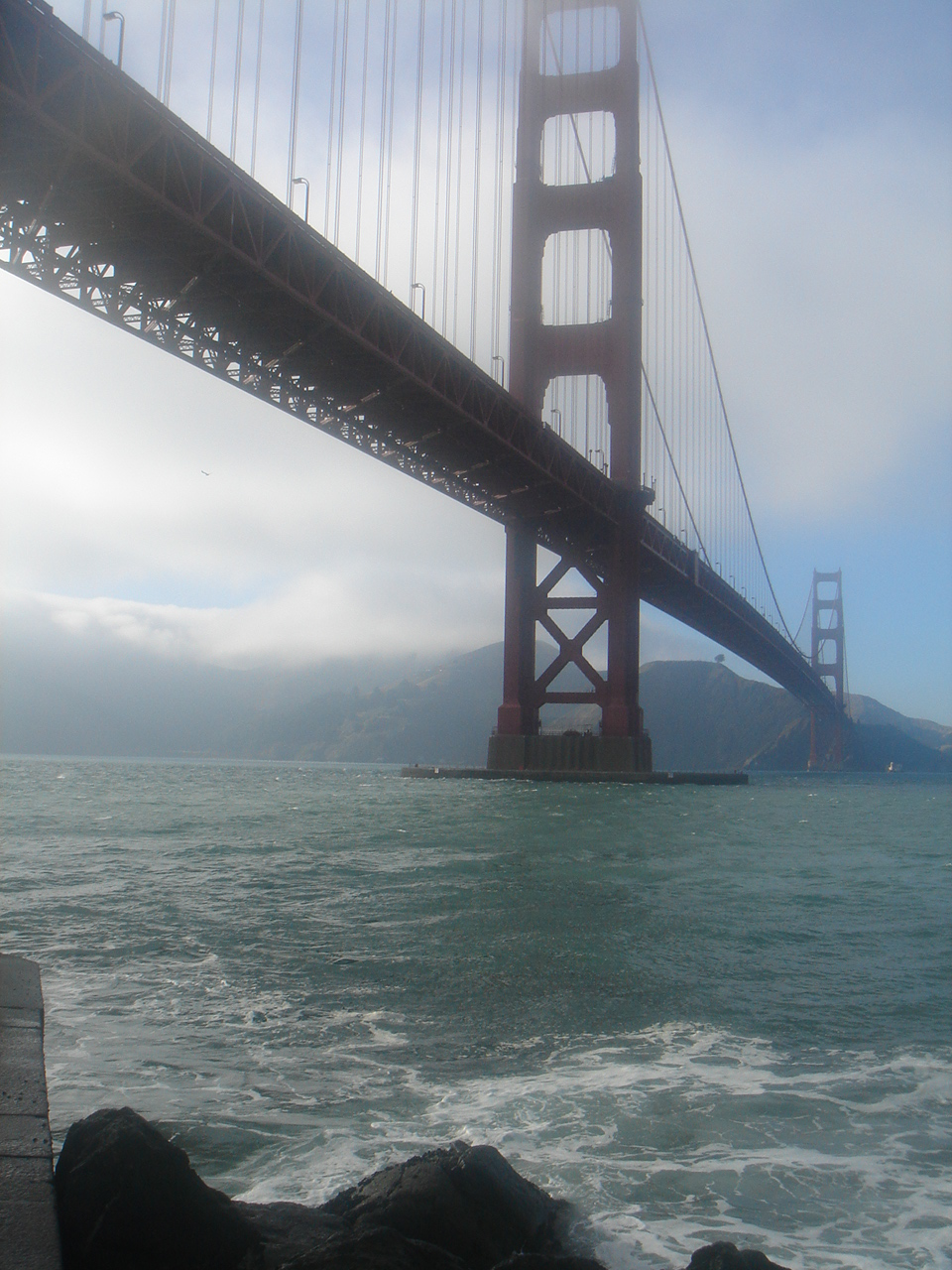
Vue du Golden Gate au niveau du pont du Golden Gate qui traverse ce détroit.

## Administration, gestion du trafic routier et marin, gestion des visiteurs sur le pont et des navettes dans la baie
La compagnie Golden Gate Bridge, Highway and Transportation District (GGBHD), notamment via son site internet Goldengate.org, est chargée de gérer et de réguler le transit sur le pont. Elle gère aussi les visiteurs du site.
C’est une entreprise publique dont la création remonte à 1924, c'est-à-dire bien avant la construction effective de l'ouvrage, lorsqu'il ne s'agissait encore que d'un projet. La mission du District est de fournir une gestion sûre et appropriée, et de réaliser l'entretien et des améliorations de l'ouvrage, ainsi que de proposer des services de transport, de même que les services nécessaires aux usagers de la 101e autoroute traversée par le pont
Chaque année, le Golden Gate Bridge attire plus de 10 millions de visiteurs qui viennent admirer ses immenses tours de 746 pieds de haut, ses câbles principaux, sa couleur orange international caractéristique et son style Art déco. Selon les moments de la journée et de l’année, les visiteurs jouissent d'une expérience sensorielle particulière mettant en scène la couleur, la lumière et le son.
Le 10 décembre 1971, la loi 919 de l'Assemblée de Californie a été adoptée, obligeant le district à développer des programmes de transport à plus long terme pour le corridor. Après une vaste campagne de sensibilisation du public, dont 21 audiences publiques dans six comtés, un système unifié de bus et de ferries est apparu comme le meilleur moyen de servir la population des comtés de Marin et Sonoma. Ce réseau de transport public est aujourd'hui communément connu sous les noms de Golden Gate Transit (GGT) et Golden Gate Ferry (GGF).
Depuis l'introduction de la GGT et de la GGF, ces deux systèmes font partie intégrante de la vie dans les comtés de Marin et Sonoma, à North Bay. Ces services ont été remodelés au fil des ans pour répondre aux besoins changeants de communautés en pleine croissance. Et grâce à leur croissance, GGT et GGF ont continué à remplir leur mission de réduction du trafic automobile et des embouteillages tout en contribuant à la protection de l'environnement avec des alternatives efficaces, fiables et rentables à l'automobile privée. En 2008, il a été estimé que sans GGT et GGF, les automobilistes connaîtraient une augmentation du trafic sur le pont d'environ 32 % pendant l'heure de pointe des trajets matinaux en semaine.
Le compositeur Ed Bogas a réalisé la musique d’un spot publicitaire de la filiale Golden Gate Transit (GGT) dont le siège est au 1011 Andersen Drive, San Rafael.
Concernant l’autre filiale Golden Gate Ferry (GGF), chargée de gérer le trafic des ferry touristiques dans la baie, elle est située au 101 E. Sir Francis Drake Blvd, Larkspur. Elle a fêté ses 50 d’existence en 2020.
Afin de renseigner au mieux les personnes en transit et les visiteurs, une assistance est disponible en 150 langues au Golden Gate Customer Service Center de San Rafael.

### Permis de tournage et de photographie requis
Un permis préalable, assorti de frais et à demander 30 jours à l'avance, est nécessaire pour filmer ou photographier, à des fins commerciales, depuis la propriété du Golden Gate Bridge, Highway and Transportation District.

### La «Golden Gate Ferry» (GGF)
Fondée le 15 août 1970, la Golden Gate Ferry (abréviée « GGF ») a fêté le 15 août 2020 son cinquantenaire d’existence. Hors épisode de Covid 19, elle a transporté annuellement 2,58 millions de personnes sur la période 2017-2018 et 2,47 millions de personnes sur la période 2018-2020. La fréquentation est en nette hausse depuis 2005 où l’on comptabilisait 1,75 million de passagers.
Golden Gate Ferry a actuellement[Quand ?] une flotte de sept navires. Le 15 août 1970, le district a fait ses premiers pas dans le domaine du transit en inaugurant le service GGF de Sausalito, dans le sud du comté de Marin, à San Francisco. Le samedi 11 décembre 1976, le service de ferry a été étendu pour inclure une deuxième ligne entre Larkspur et San Francisco.
À San Francisco, les bateaux du Golden Gate Ferry partent pour Sausalito, Larkspur ou Tiburon depuis le Golden Gate San Francisco Ferry Terminal situé derrière l'historique San Francisco Ferry Building, le long de l'Embarcadero, au pied de Market Street.
- La ligne Golden Gate Sausalito Ferry est desservie par un navire de classe Spaulding de 715 passagers qui effectue des traversées quotidiennes. Le trajet de 30 minutes (aller simple) offre des vues spectaculaires sur le Golden Gate Bridge, Alcatraz, Angel Island et la ligne d'horizon de San Francisco. Le pont au coucher du soleil est particulièrement spectaculaire. Le ferry accoste au cœur du centre-ville de Sausalito, à Humboldt et Anchor. Cette pittoresque ville de colline, installée dans les années 1860, offre des boutiques insolites et de grands restaurants.

- La ligne Golden Gate Larkspur Ferry assure la liaison entre Larkspur et San Francisco en semaine, par trois catamarans rapides, et le week-end par un catamaran rapide ou un navire de classe Spaulding de 715 passagers. Le trajet aller simple dure de 30 à 50 minutes selon le navire. Cette route offre des vues spectaculaires sur le Golden Gate Bridge, Angel Island, les villes des collines de Marin et le magnifique mont Tamalpais. Le Larkspur Ferry accoste à un terminal situé dans le centre du comté de Marin, juste en face du centre commercial de Larkspur Landing (autrefois le site d'une carrière près de la prison de San Quentin).

- La ligne Golden Gate Tiburon Ferry assure un service entre Tiburon et San Francisco en semaine uniquement. Le trajet aller simple dure 30 minutes et offre une vue spectaculaire sur le Golden Gate Bridge, l'île Angel et le magnifique mont Tamalpais. Le débarcadère du Tiburon Ferry est situé dans le centre-ville de Tiburon, à côté de restaurants populaires et de boutiques.

### La «Golden Gate Transit» (GGT)
La Golden Gate Transit gère une flotte de bus dans la baie de San Francisco et surtout de part et d’autre du Golden Gate pour transporter des voyageurs, des passagers résidents ou travailleurs, et des touristes.
Le 15 août 1970, et même jour pour la GGF, Golden Gate Transit a commencé à exploiter un service limité de bus à destination et en provenance du débarcadère de ferry de Sausalito.
Le service de base de GGT des comtés de Sonoma et Marin vers San Francisco a débuté le 1er janvier 1972, suivi du service de navette de GGT le 3 janvier 1972.